# 山内甚五左衛門
山内 甚五左衛門（やまうち じんござえもん、寛政元年（1789年） - 万延元年7月15日（1860年8月31日））は、江戸時代の代官。
名は董正（ただまさ）。字は治卿。鴻谷と号した。当初の通称は総左衛門。天保14年（1843年）勘定奉行の属吏として下野国真岡東郷役場に赴任させられた。郡の農民は耕作を怠り、極めて貧困であった。山内はその気風を奮い起こし、その治績は大きく上がったので、江戸幕府はその功を賞して真岡代官とした。部下である二宮尊徳らとともに農事の改良をはかり、開墾、植林、水利、交通などに従事し、貯蔵米の義倉を建て、棉花を栽培し、紡績を奨励するなどの功績をあげ、安政5年（1858年）駿府に転任し、万延元年（1860年）死去した。真岡の領民は山内の遺徳を慕って山内明徳碑をたてた。
大正13年（1924年）、その功績をもって正五位を贈られた。